# Yuri Alberto
Yuri Alberto Monteiro da Silva (São José dos Campos, São Paulo, 18 de marzo de 2001) es un futbolista brasileño. Su posición es la de delantero y su club es el S. C. Corinthians del Campeonato Brasileño de Serie A.

## Trayectoria

### Santos F. C.
Yuri Alberto se formó en el Santos F. C. El 28 de julio de 2017 firmó su primer contrato profesional.
El 16 de noviembre debutó como profesional en un partido de liga ante el E. C. Bahia entrando de cambio al minuto 75', su equipo terminó cayendo por marcador de 3-1.

### S. C. Internacional
Para el año 2020 se dio su llegada al S. C. Internacional de manera libre. Jugó su primer partido con el equipo el 16 de agosto en liga ante el Fluminense entrando de cambio al minuto 83', al final su equipo terminó cayendo 2-1.

### Zenit y cesión a Corinthians
El 30 de enero de 2022 se hizo oficial su llegada al Zenit de San Petersburgo firmando un contrato hasta 2027, pagando una ficha por 26 millones de dólares. El 17 de febrero de ese mismo año, debutaría oficialmente en la derrota por 2-3 ante el Real Betis en la Europa League. Su primera anotación llegaría el 28 de febrero poniendo el primer gol en la victoria por 3-2 ante el Rubin Kazán por la jornada 19 de la Premier Liga rusa. Después de tan solo cinco meses de haber debutado en Rusia, 15 partidos, 6 goles y 4 asistencias, decidió dejar el país debido a la invasión rusa a Ucrania y regresó a Brasil tras ser cedido al S. C. Corinthians.
El 29 de junio de 2022, el Zenit confirmó el préstamo del jugador al Corinthians por un año. Debutó el 20 de julio en la victoria por 3-1 ante el Coritiba por la jornada 18 del Brasileirao. Esta temporada jugaría 28 partidos, marcó 11 goles y repartió 2 asistencias.

### Corinthians

#### Temporada 2023
A inicios de 2023 fue anunciada su transferencia definitiva al Timão a cambio de las ventas de Robert Renan y Du Queiroz al conjunto ruso, que mantenía el 50% de una futura transferencia. En su primer partido de la temporada, participó en los tres goles en la victoria por 3-0 ante el Água Santa por el Campeonato Paulista. Marcó 1 gol y dio 2 asistencias. Esa temporada jugó 63 partidos y marcó 15 goles.

#### Temporada 2024
El 18 de febrero, Yuri Alberto jugó su juego número 100 con la camiseta del Corinthians. El 22 de mayo se convirtió en el cuarto máximo goleador (25) del Neo Químico Arena, superando a Jadson. El 5 de octubre marcaría su vigésimo gol del año en el empate por 2-2 ante el Internacional. Ese mismo día también igualaría la marca de 46 goles de Carlos Tévez, convirtiéndolo el octavo máximo goleador del siglo. El 8 de diciembre, sellaría su gol 31 del año en la victoria por 3-0 ante el Gremio por la última jornada del Brasileirao. También se convirtió en el máximo goleador del torneo.

#### Temporada 2025
El 16 de enero, Yuri jugó su partido número 150 con la camiseta del timão en la victoria por 3-0 ante el RB Bragantino por el Campeonato Paulista. El 12 de febrero, llegó a la marca de 100 goles en su carrera.

## Selección nacional

### Sub-17
Fue incluido en la lista final de Brasil para competir en el Sudamericano Sub-17 de 2017.
El 30 de marzo de 2017; es incluido en la lista de 20 jugadores que disputarían el Torneio de Montaigu en Francia.
Posteriormente es convocado para diputar la Copa Mundial 2017.

### Sub-23
Fue convocado para jugar el Preolímpico Sudamericano 2020, en el cual solo disputó dos encuentros y donde su selección clasificó a los Juegos Olímpicos tras quedar subcampeón de dicho certamen.

### Participaciones en selección nacional
| Torneo                        | Categoría | Sede     | Resultado    | Partidos | Goles |
| ----------------------------- | --------- | -------- | ------------ | -------- | ----- |
| Campeonato Sudamericano 2017  | Sub-17    | Chile    | Campeón      | 4        | 2     |
| Copa Mundial 2017             | Sub-17    | India    | Tercer lugar | 4        | 1     |
| Preolímpico Sudamericano 2020 | Sub-23    | Colombia | Subcampeón   | 2        | 0     |

## Estadísticas

### Clubes
Actualizado al último partido disputado el 12 de agosto de 2025.
| Club                             | Div.          | Temporada     | Liga  | Liga  | Liga   | Estatal | Estatal | Estatal | Copas nacionales | Copas nacionales | Copas nacionales | Torneos internacionales | Torneos internacionales | Torneos internacionales | Total | Total | Total  |
| Club                             | Div.          | Temporada     | Part. | Goles | Asist. | Part.   | Goles   | Asist.  | Part.            | Goles            | Asist.           | Part.                   | Goles                   | Asist.                  | Part. | Goles | Asist. |
| -------------------------------- | ------------- | ------------- | ----- | ----- | ------ | ------- | ------- | ------- | ---------------- | ---------------- | ---------------- | ----------------------- | ----------------------- | ----------------------- | ----- | ----- | ------ |
| Santos F. C. · Brasil            | 1.ª           | 2017          | 2     | 0     | 0      | —       | —       | —       | —                | —                | —                | —                       | —                       | —                       | 2     | 0     | 0      |
| Santos F. C. · Brasil            | 1.ª           | 2018          | 9     | 0     | 0      | 4       | 1       | 0       | 2                | 1                | 0                | 1                       | 0                       | 0                       | 16    | 2     | 0      |
| Santos F. C. · Brasil            | 1.ª           | 2019          | —     | —     | —      | 2       | 0       | 0       | —                | —                | —                | —                       | —                       | —                       | 2     | 0     | 0      |
| Santos F. C. · Brasil            | 1.ª           | 2020          | —     | —     | —      | 3       | 1       | 1       | —                | —                | —                | 2                       | 0                       | 0                       | 5     | 1     | 1      |
| Santos F. C. · Brasil            | Total club    | Total club    | 11    | 0     | 0      | 9       | 2       | 1       | 2                | 1                | 0                | 3                       | 0                       | 0                       | 25    | 3     | 1      |
| S. C. Internacional · Brasil     | 1.ª           | 2020          | 23    | 10    | 2      | —       | —       | —       | 3                | 1                | 0                | 3                       | 0                       | 0                       | 29    | 11    | 2      |
| S. C. Internacional · Brasil     | 1.ª           | 2021          | 33    | 12    | 3      | 13      | 4       | 1       | 2                | 0                | 0                | 7                       | 3                       | 0                       | 55    | 19    | 4      |
| S. C. Internacional · Brasil     | 1.ª           | 2022          | —     | —     | —      | 1       | 1       | 0       | —                | —                | —                | —                       | —                       | —                       | 1     | 1     | 0      |
| S. C. Internacional · Brasil     | Total club    | Total club    | 56    | 22    | 5      | 14      | 5       | 1       | 5                | 1                | 0                | 10                      | 3                       | 0                       | 85    | 31    | 6      |
| Zenit de San Petersburgo · Rusia | 1.ª           | 2021-22       | 11    | 4     | 2      | —       | —       | —       | 2                | 2                | 2                | 2                       | 0                       | 0                       | 15    | 6     | 4      |
| Zenit de San Petersburgo · Rusia | Total club    | Total club    | 11    | 4     | 2      | 0       | 0       | 0       | 2                | 2                | 2                | 2                       | 0                       | 0                       | 15    | 6     | 4      |
| S. C. Corinthians · Brasil       | 1.ª           | 2022          | 20    | 8     | 1      | —       | —       | —       | 6                | 3                | 1                | 2                       | 0                       | 0                       | 28    | 11    | 2      |
| S. C. Corinthians · Brasil       | 1.ª           | 2023          | 34    | 8     | 3      | 10      | 4       | 4       | 8                | 1                | 1                | 11                      | 2                       | 0                       | 63    | 15    | 8      |
| S. C. Corinthians · Brasil       | 1.ª           | 2024          | 29    | 15    | 5      | 11      | 5       | 0       | 7                | 2                | 0                | 10                      | 9                       | 2                       | 57    | 31    | 7      |
| S. C. Corinthians · Brasil       | 1.ª           | 2025          | 13    | 5     | 1      | 14      | 5       | 0       | 4                | 1                | 0                | 9                       | 2                       | 0                       | 40    | 13    | 1      |
| S. C. Corinthians · Brasil       | Total club    | Total club    | 96    | 36    | 10     | 35      | 14      | 4       | 25               | 7                | 2                | 32                      | 13                      | 2                       | 188   | 70    | 18     |
| Total carrera                    | Total carrera | Total carrera | 174   | 62    | 17     | 58      | 21      | 6       | 34               | 11               | 4                | 47                      | 16                      | 2                       | 313   | 110   | 29     |
| 1. 2. 3. 4.                      |               |               |       |       |        |         |         |         |                  |                  |                  |                         |                         |                         |       |       |        |

### Hat-tricks
| 1 | 21 de enero de 2021   | Estadio Morumbi, São Paulo       | São Paulo - Internacional                 | Gol · Gol · Gol | 1-5 | Serie A        |
| 2 | 8 de agosto de 2021   | Estadio Maracaná, Río de Janeiro | Flamengo - Internacional                  | Gol · Gol · Gol | 0-4 | Serie A        |
| 3 | 10 de octubre de 2021 | Estadio Beira-Rio, Porto Alegre  | Internacional - Chapecoense               | Gol · Gol · Gol | 5-2 | Serie A        |
| 4 | 18 de agosto de 2022  | Neo Química Arena, São Paulo     | SC Corinthians - Atlético Clube Goianense | Gol · Gol · Gol | 4-1 | Copa do Brasil |
| 5 | 3 de mayo de 2025     | Neo Química Arena, São Paulo     | SC Corinthians - Internacional            | Gol · Gol · Gol | 4-2 | Serie A        |

## Palmarés

### Títulos regionales
| Título              | Club              | Estado    | Año  |
| ------------------- | ----------------- | --------- | ---- |
| Campeonato Paulista | S. C. Corinthians | São Paulo | 2025 |

### Títulos nacionales
| Título                | Club                     | País  | Año     |
| --------------------- | ------------------------ | ----- | ------- |
| Liga Premier de Rusia | Zenit de San Petersburgo | Rusia | 2021-22 |

### Distinciones individuales
| Distinción                                                     | Año  |
| -------------------------------------------------------------- | ---- |
| Integrante del Equipo Ideal de la Copa Sudamericana            | 2024 |
| Máximo goleador del Campeonato Brasileño de Serie A (15 goles) | 2024 |